# Saison 2012-2013 des Celtics de Boston

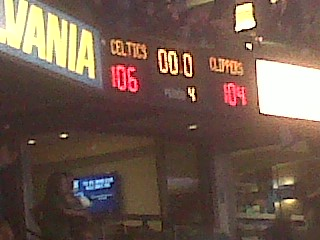
Le score final du match de basket-ball entre les Boston Celtics et les LA Clippers le 3 février 2013.

La saison 2012-2013 des Celtics de Boston est la 77e saison de basket-ball de la franchise américaine de la National Basketball Association (généralement désignée par le sigle NBA). La saison se termine le 3 mai par leur élimination au premier tour des playoffs par les Knicks de New York quatre victoires à deux. La saison marque la fin de l'ère Paul Pierce et Kevin Garnett à Boston en raison de l'échange qui aura lieu à l'intersaison 2013 avec les Nets de Brooklyn.

## Historique

### Constitution de l'équipe
À la fin de la saison 2011-2012, seuls trois joueurs restent sous contrat : Paul Pierce, Keyon Dooling (qui est libéré par les Celtics le 20 septembre) et Avery Bradley, les autres sont agents libres.
Quatre joueurs resignent avec les Celtics : Brandon Bass, Kevin Garnett, Chris Wilcox et Jeff Green (ces deux derniers étant hors effectifs l'an dernier).
La franchise enregistre neuf départs et autant d'arrivées, auxquelles s'ajoute les trois joueurs draftés. L'effectif pour les matchs de pré-saison est donc de 19. Quatre joueurs sont donc en sur-effectif, le choix se fait sur les joueurs venant de l'étranger. Le 16 octobre les Celtics libèrent Dionte Christmas qui signe le 31 octobre pour le club russe du CSKA Moscou et Jamar Smith qui signe pour le club Israélien d'Hapoel Gilboa Galil. Alors que Rob Kurz décide de partir pour les 76ers de Philadelphie après le match du 21 octobre et Micah Downs signe en D-League aux Red Claws du Maine. L'effectif des Celtics pour cette saison est donc réglementairement composé de quinze joueurs.

#### Mouvements d'agents libres
| Arrivées       | Arrivées           | Arrivées                  | Arrivées |
| Date signature | Joueur             | Club précédent            | Réf.     |
| -------------- | ------------------ | ------------------------- | -------- |
| 14 juillet     | Brandon Bass       | Re-signent                |          |
| 14 juillet     | Kevin Garnett      | Re-signent                | [ 5 ]    |
| 14 juillet     | Chris Wilcox       | Re-signent                |          |
| 18 juillet     | Jason Terry        | Mavericks de Dallas       | [ 5 ]    |
| 20 juillet     | Courtney Lee       | Rockets de Houston        |          |
| 31 juillet     | Jason Collins      | Hawks d'Atlanta           |          |
| 31 juillet     | Dionte Christmas   | Rethymno Aegean B.C. ()   |          |
| 31 juillet     | Jamar Smith        | BK Prostějov ()           |          |
| 22 août        | Jeff Green         | Re-signe                  |          |
| 28 septembre   | Micah Downs        | Bàsquet Manresa ()        |          |
| 28 septembre   | Rob Kurz           | SLUC Nancy Basket ()      |          |
| 28 septembre   | Darko Miličić ()   | Timberwolves du Minnesota |          |
| 8 octobre      | Leandro Barbosa () | Pacers de l'Indiana       |          |

| Départs        | Départs         | Départs                   | Départs |
| Date signature | Joueur          | Nouveau Club              | Réf.    |
| -------------- | --------------- | ------------------------- | ------- |
| 11 juillet     | Ray Allen       | Heat de Miami             | [ 5 ]   |
| 20 juillet     | Sasha Pavlović  | Trail Blazers de Portland |         |
| 20 juillet     | JaJuan Johnson  | Rockets de Houston        |         |
| 20 juillet     | E'Twaun Moore   | Rockets de Houston        |         |
| 20 juillet     | Sean Williams   | Rockets de Houston        |         |
| 23 juillet     | Ryan Hollins    | Clippers de Los Angeles   |         |
| 2 août         | Greg Stiemsma   | Timberwolves du Minnesota |         |
| 25 septembre   | Marquis Daniels | Bucks de Milwaukee        |         |
| 30 novembre    | Mickaël Piétrus | Raptors de Toronto        | [ 6 ]   |

#### Tractations
| 20 juillet 2012 | Vers Celtics de Boston Courtney Lee | Vers Rockets de Houston JaJuan Johnson E'Twaun Moore Sean Williams Choix second tour draft 2013 Droits draft de Jon Diebler (de Portland) | Vers Trail Blazers de Portland Sasha Pavlović Deux choix de second tour draft 2013 Considérations financières |

| 21 février 2013 | Vers Celtics de Boston Jordan Crawford | Vers Wizards de Washington Jason Collins, Leandro Barbosa |

#### En cours de saison
Le 21 novembre 2012, les Celtics libèrent Darko Miličić à sa demande, afin qu'il puisse s'occuper d'affaires personnelles
Le 24 décembre 2012, les Celtics engage le pivot Jarvis Varnado qui jouait en D-League aux Sioux Falls avec une moyenne 14 points, 8,9 rebonds et 4,4 contre pour remplacer Chris Wilcox blessé.
Le 7 janvier 2013, les Celtics libèrent Kris Joseph et Jarvis Varnado réduisant leur effectif à 13. Les Celtics cherchent à se renforcer via un échange d'envergure, un nom est avancé : DeMarcus Cousins des Kings de Sacramento.

## Draft 2012
| Tour | Rang | Joueur                                               | Position    | Nationalité | College/ancien club   |
| ---- | ---- | ---------------------------------------------------- | ----------- | ----------- | --------------------- |
| 1    | 21   | Jared Sullinger                                      | Ailier fort | États-Unis  | Buckeyes d'Ohio State |
| 1    | 22   | Fab Melo (droits acquis des Clippers de Los Angeles) | Pivot       | Brésil      | Orange de Syracuse    |
| 2    | 51   | Kris Joseph                                          | Ailier      | Canada      | Orange de Syracuse    |

Le 24 février 2011 les Celtics de Boston ont acquis Jeff Green, Nenad Krstić et le choix d'un premier tour de draft 2012 des Clippers de Los Angeles à la suite de l'échange de Kendrick Perkins et Nate Robinson avec le Thunder d'Oklahoma City, sachant qu'auparavant, le 24 juin 2010, le Thunder avait acquis un futur choix conditionnel de premier tour des Clippers en échange des droits de draft d'Eric Bledsoe.

## Effectif

### Composition équipe
| Pos. | Cinq de Départ  | Banc          | Réserve      | Inactifs        |
| ---- | --------------- | ------------- | ------------ | --------------- |
| Me   | Leandro Barbosa |               |              | Rajon Rondo     |
| Ar   | Avery Bradley   | Jason Terry   | Courtney Lee |                 |
| Ai   | Paul Pierce     | Jeff Green    |              |                 |
| AiF  | Brandon Bass    | Fab Melo      |              | Jared Sullinger |
| Pi   | Kevin Garnett   | Jason Collins | Chris Wilcox |                 |

#### Joueurs du cinq majeur
Le cinq majeur prévu initialement par Doc Rivers devait être composé de Brandon Bass, Kevin Garnett, Paul Pierce, Rajon Rondo et Avery Bradley, mais ce dernier, étant blessé à l'épaule (pour une absence de deux à trois mois) au début de la saison, est remplacé par Jason Terry. Ce cinq initial prévu par Doc Rivers a déjà été un cinq de départ lors de 14 matchs en 2011-2012, mais avec Terry c'est un cinq vieillissant (trois joueurs de 35 ans et deux de 27 ans) mais avec beaucoup d'expérience (respectivement 17, 14, 13, 7 et 6 ans de NBA). Avery Bradley et ses 21 ans et 2 ans de NBA devait apporter du renouveau dans le cinq.
Après 37 matchs dix cinq différents ont été présentés? Seuls Kevin Garnett et Paul Pierce figurent dans le cinq de départ à chaque match. Par contre depuis le retour de Bradley dans le cinq celui-ci est invaincu après cinq rencontres
Joueurs ayant commencé les rencontres sur basketball-reference.com
| Pos | Joueurs du cinq de Départ | Nb. |
| --- | ------------------------- | --- |
| 1   | Kevin Garnett             | 49  |
| -   | Paul Pierce               | 49  |
| 3   | Rajon Rondo               | 38  |
| 4   | Brandon Bass              | 37  |
| 5   | Jason Terry               | 23  |
| 6   | Avery Bradley             | 18  |
| 7   | Courtney Lee              | 17  |
| 8   | Jason Collins             | 7   |
| 9   | Jared Sullinger           | 5   |
| 10  | Leandro Barbosa           | 2   |

| Nb. | V | D | Cinq de Départ                                              |
| --- | - | - | ----------------------------------------------------------- |
| 13  | 9 | 4 | B. Bass ▪ K. Garnett ▪ P. Pierce ▪ R. Rondo ▪ J. Terry      |
| 10  | 5 | 5 | B. Bass ▪ A. Bradley ▪ K. Garnett ▪ P. Pierce ▪ R. Rondo    |
| 5   | 3 | 2 | J. Collins ▪ K. Garnett ▪ P. Pierce ▪ R. Rondo ▪ J. Terry   |
| 5   | 0 | 5 | B. Bass ▪ K. Garnett ▪ C. Lee ▪ P. Pierce ▪ R. Rondo        |
| 4   | 4 | 0 | B. Bass ▪ A. Bradley ▪ K. Garnett ▪ C. Lee ▪ P. Pierce      |
| 3   | 2 | 1 | K. Garnett ▪ C. Lee ▪ P. Pierce ▪ R. Rondo ▪ J. Sullinger   |
| 2   | 2 | 0 | A. Bradley ▪ K. Garnett ▪ C. Lee ▪ P. Pierce ▪ J. Sullinger |
| 2   | 1 | 1 | B. Bass ▪ K. Garnett ▪ C. Lee ▪ P. Pierce ▪ J. Terry        |
| 1   | 1 | 0 | B. Bass ▪ A. Bradley ▪ K. Garnett ▪ P. Pierce ▪ J. Terry    |
| 1   | 0 | 1 | A. Bradley ▪ J.Collins ▪ K. Garnett ▪ P. Pierce ▪ R. Rondo  |
| 1   | 0 | 1 | J.Collins ▪ K. Garnett ▪ C. Lee ▪ P. Pierce ▪ J. Terry      |
| 1   | 0 | 1 | L. Barbosa ▪ B. Bass ▪ K. Garnett ▪ P. Pierce ▪ J. Terry    |
| 1   | 0 | 1 | L. Barbosa ▪ B. Bass ▪ K. Garnett ▪ P. Pierce ▪ R. Rondo    |

#### Joueurs du banc et réserve
Le banc des Celtics de Boston initialement composé de cinq joueurs plus jeunes (29 ans de moyenne d'âge) avec une bonne expérience de la NBA (8 ans de NBA en moyenne), a été rajeuni par le passage de Jason Terry (35 ans et 13 ans de NBA) dans le cinq de départ et le passage du Rookie de 20 ans Jared Sullinger de la réserve au banc.
La réserve des Celtics n'est plus composée que de trois joueurs à la suite de la blessure d'Avery Bradley et du départ de Darko Miličić, le vétéran de 34 ans et 11 saisons de NBA et des deux autres joueurs draftés cette année Kris Joseph et Fab Melo. Mais ce dernier jouant en D-League aux Red Claws du Maine.

### Masse salariale
Pour la saison la masse salariale est de 71 918 029 dollars contre 79 205 308 dollars pour la saison 2011-2012 et 82 042 000 dollars pour la saison 2010-2011. Cette masse salariale est la septième de NBA loin derrière les Lakers de Los Angeles avec 100 365 744 dollars. Le nombre de joueurs de l'effectif est de 15 joueurs au début de la saison. Avec un salaire de 16 790 345 dollars pour la saison, Paul Pierce a le salaire le plus élevé de la franchise et le dix-septième de la NBA. Il est suivi par Kevin Garnett 11 566 265 dollars (contre 21 247 044 dollars pour la dernière saison), Rajon Rondo 11 000 000 dollars. Pour les autres membres du cinq majeur Brandon Bass 6 000 000 dollars et Avery Bradley 1 630 800 dollars. Les autres joueurs touchant respectivement : Jeff Green 8 385 000 dollars, Courtney Lee 5 000 000 dollars, Jason Terry 5 000 000 dollars, Jared Sullinger 1 306 920 dollars, Fab Melo 1 254 720 dollars, Leandro Barbosa 854 389 dollars, Jason Collins 854 389 dollars, Chris Wilcox 854 389 dollars et Kris Joseph 473 604 dollars. Trois autres joueurs ne faisant pas partie de l'effectif des quinze sont payés : Keyon Dooling, Dionte Christmas et Jamar Smith pour un total de 661 802 dollars.
À cette masse salariale s'ajoute le salaire des joueurs retraités ou encore sous contrat représentants une somme de 22 071 067 dollars (35 339 142 dollars en 2011-12). La masse salariale globale est donc de 94 558 079 dollars (112 316 456 dollars en 2011-12).

## Saison régulière

### Faits marquants
Le 28 novembre 2012, lors du match opposant les Celtics aux Nets de Brooklyn, Rajon Rondo est exclu, juste avant la mi-temps, en compagnie de l'ailier fort des Nets Kris Humphries et son coéquipier Gerald Wallace à la suite d'une bagarre générale déclenchée par un rude contact entre Humphries et Kevin Garnett. Cette exclusion interrompt la série de matchs de Rondo à plus de dix passes décisives par match, l'empechant ainsi d'approcher le record de Magic Johnson, qui lors de la saison 1983-1984 avec les Lakers avait enchaîné 46 matches d'affilée à dix passes décisives et plus. De plus Rajon Rondo écope de deux matchs de suspension (pour les matchs contre Portland et Milwaukee).

### Classement
Source : nba.com
 Mise à jour : Après les matchs du 14 avril 2013
| Conférence Est | Conférence Est         | Conférence Est | Conférence Est | Conférence Est | Conférence Est |  |
| No             | Franchise              | Vic.           | Déf.           | % V/D          | RV             |  |
| -------------- | ---------------------- | -------------- | -------------- | -------------- | -------------- |  |
| 1              | Heat de Miami          | 66             | 16             | 80,49 %        | -              |  |
| 2              | Knicks de New York     | 54             | 28             | 65,85 %        | 12.0           |  |
| 3              | Pacers de l'Indiana    | 49             | 32             | 60,49 %        | 16.5           |  |
| 4              | Nets de Brooklyn       | 49             | 33             | 59,76 %        | 17.0           |  |
| 5              | Bulls de Chicago       | 45             | 37             | 54,88 %        | 21.0           |  |
| 6              | Hawks d'Atlanta        | 44             | 38             | 53,66 %        | 22.0           |  |
| 7              | Celtics de Boston      | 41             | 40             | 50,62 %        | 24.5           |  |
| 8              | Bucks de Milwaukee     | 38             | 44             | 46,34 %        | 28.0           |  |
|                |                        |                |                |                |                |  |
| 9              | 76ers de Philadelphie  | 34             | 48             | 41,46 %        | 32.0           |  |
| 10             | Raptors de Toronto     | 34             | 48             | 41,46 %        | 32.0           |  |
| 11             | Pistons de Détroit     | 29             | 53             | 35,37 %        | 37.0           |  |
| 12             | Wizards de Washington  | 29             | 53             | 35,37 %        | 37.0           |  |
| 13             | Cavaliers de Cleveland | 24             | 58             | 29,27 %        | 42.0           |  |
| 14             | Bobcats de Charlotte   | 21             | 61             | 25,61 %        | 45.0           |  |
| 15             | Magic d'Orlando        | 20             | 62             | 24,39 %        | 46.0           |  |

| Division Atlantique   | V  | D  | PCT     | GB   | Dom   | Ext   | Div  | Conf  |
| --------------------- | -- | -- | ------- | ---- | ----- | ----- | ---- | ----- |
| Knicks de New York    | 54 | 28 | 65,85 % | -    | 31-10 | 23-18 | 10-6 | 37-15 |
| Nets de Brooklyn      | 49 | 33 | 59,76 % | 05.0 | 26-15 | 23-18 | 11-5 | 36-16 |
| Celtics de Boston     | 41 | 40 | 50,62 % | 12.5 | 27-13 | 14-27 | 7-9  | 27-24 |
| 76ers de Philadelphie | 34 | 48 | 41,46 % | 20.0 | 23-18 | 11-30 | 7-9  | 22-30 |
| Raptors de Toronto    | 34 | 48 | 41,46 % | 20.0 | 21-20 | 13-28 | 5-11 | 22-30 |